# Copa de baloncesto de Francia 2022-23
La 46.ª edición de la Copa de baloncesto de Francia (en francés Coupe de France y también conocida como  Trophée Robert Busnel en memoria de Robert Busnel, baloncestista francés fallecido en 1991) fue una competición organizada por la Federación francesa de baloncesto que se celebró desde el 20 de septiembre de 2022 hasta 22 de abril de 2023, en la que participaron equipos profesionales y aficionados en un sistema de eliminatoria directa. La final se jugó en el AccorHotels Arena de París entre el AS Monaco y el ASVEL Lyon-Villeurbanne, con victoria para los primeros, por 90-70. El MVP de la final fue Élie Okobo, que acabó con 20 puntos, 6 rebotes y 7 asistencias.

## 64.osde final
Esta ronda se disputó entre el 20 y el 21 de septiembre de 2022. En esta ronda participan los dos últimos ascendidos a Pro A, los equipos de Pro B y los de NM1
| 20 de septiembre de 2022 | Boulogne (NM1) | 77–70           | Caen (NM1) |  |
|                          |                |                 |            |  |
|                          |                | [coupe Rapport] |            |  |

| 20 de septiembre de 2022 | Denain (Pro B) | 66–46           | Kaysersberg (NM1) |  |
|                          |                |                 |                   |  |
|                          |                | [coupe Rapport] |                   |  |

| 20 de septiembre de 2022 | Lille (Pro B) | 84–60           | Loon Plage (NM1) |  |
|                          |               |                 |                  |  |
|                          |               | [coupe Rapport] |                  |  |

| 20 de septiembre de 2022 | Cergy-Pontoise (NM1) | 58–85           | Châlons-Reims (Pro B) |  |
|                          |                      |                 |                       |  |
|                          |                      | [coupe Rapport] |                       |  |

| 20 de septiembre de 2022 | Orléans (Pro B) | 90–77           | Rouen (NM1) |  |
|                          |                 |                 |             |  |
|                          |                 | [coupe Rapport] |             |  |

| 20 de septiembre de 2022 | Blois (Pro A) | 76–68           | Évreux (Pro B) |  |
|                          |               |                 |                |  |
|                          |               | [coupe Rapport] |                |  |

| 20 de septiembre de 2022 | Andrézieux-Bouthéon (NM1) | 88–81           | Besançon AC (NM1) |  |
|                          |                           |                 |                   |  |
|                          |                           | [coupe Rapport] |                   |  |

| 20 de septiembre de 2022 | Tours (NM1) | 79–87           | Challans (NM1) |  |
|                          |             |                 |                |  |
|                          |             | [coupe Rapport] |                |  |

| 20 de septiembre de 2022 | Tarbes-Lourdes (NM1) | 56–75           | Poitiers (NM1) |  |
|                          |                      |                 |                |  |
|                          |                      | [coupe Rapport] |                |  |

| 20 de septiembre de 2022 | Nantes (Pro B) | 57–68           | La Rochelle (Pro B) |  |
|                          |                |                 |                     |  |
|                          |                | [coupe Rapport] |                     |  |

| 20 de septiembre de 2022 | Toulouse (NM1) | 98–91           | Angers (Pro B) |  |
|                          |                |                 |                |  |
|                          |                | [coupe Rapport] |                |  |

| 20 de septiembre de 2022 | Quimper (Pro B) | 83–64           | Sables d'Olonne (NM1) |  |
|                          |                 |                 |                       |  |
|                          |                 | [coupe Rapport] |                       |  |

| 20 de septiembre de 2022 | Boulazac (Pro B) | 75–67           | CEP Lorient (NM1) |  |
|                          |                  |                 |                   |  |
|                          |                  | [coupe Rapport] |                   |  |

| 20 de septiembre de 2022 | Saint-Chamond (Pro B) | 83–64           | Aix-Maurienne (Pro B) |  |
|                          |                       |                 |                       |  |
|                          |                       | [coupe Rapport] |                       |  |

| 20 de septiembre de 2022 | Saint-Vallier (Pro B) | 58–77           | Antibes (Pro B) |  |
|                          |                       |                 |                 |  |
|                          |                       | [coupe Rapport] |                 |  |

| 21 de septiembre de 2022 | Le Havre (NM1) | 84–70           | Berck (NM1) |  |
|                          |                |                 |             |  |
|                          |                | [coupe Rapport] |             |  |

| 21 de septiembre de 2022 | Saint-Quentin (Pro B) | 74–90           | Nancy (Pro A) |  |
|                          |                       |                 |               |  |
|                          |                       | [coupe Rapport] |               |  |

| 21 de septiembre de 2022 | Orchies (NM1) | 63–72           | Rueil (NM1) |  |
|                          |               |                 |             |  |
|                          |               | [coupe Rapport] |             |  |

| 21 de septiembre de 2022 | Gries-Souffel (Pro B) | 105–97          | Mulhouse (NM1) |  |
|                          |                       |                 |                |  |
|                          |                       | [coupe Rapport] |                |  |

| 21 de septiembre de 2022 | Chartres (NM1) | 91–86           | Rennes (NM1) |  |
|                          |                |                 |              |  |
|                          |                | [coupe Rapport] |              |  |

| 21 de septiembre de 2022 | Fougères (NM2) | 72–85           | Vitré (NM1) |  |
|                          |                |                 |             |  |
|                          |                | [coupe Rapport] |             |  |

| 21 de septiembre de 2022 | Chalon/Saône (Pro B) | 84–74           | Vichy-Clermont (Pro B) |  |
|                          |                      |                 |                        |  |
|                          |                      | [coupe Rapport] |                        |  |

| 21 de septiembre de 2022 | Pont-de-Chéruy (NM1) | 84–59           | Feurs (NM1) |  |
|                          |                      |                 |             |  |
|                          |                      | [coupe Rapport] |             |  |

| 21 de septiembre de 2022 | Toulon (NM1) | 87–69           | LyonSo Basket (NM1) |  |
|                          |              |                 |                     |  |
|                          |              | [coupe Rapport] |                     |  |

## 32avos de final
Esta ronda se disputó entre el 4 y el 19 de octubre de 2022. En esta ronda participan los ganadores de la ronda anterior y los equipos que terminaron el año anterior por debajo del 8º puesto en Pro A.
| 4 de octubre de 2022 | Bourg-en-Bresse (Pro A) | 87–56           | Toulouse (NM1) |  |
|                      |                         |                 |                |  |
|                      |                         | [coupe Rapport] |                |  |

| 18 de octubre de 2022 | Toulon (NM1) | 57–98           | Antibes (Pro B) |  |
|                       |              |                 |                 |  |
|                       |              | [coupe Rapport] |                 |  |

| 18 de octubre de 2022 | Challans (NM1) | 69–60           | Poitiers (NM1) |  |
|                       |                |                 |                |  |
|                       |                | [coupe Rapport] |                |  |

| 18 de octubre de 2022 | Fos Provence (Pro A) | 73–69           | Élan Chalon (Pro A) |  |
|                       |                      |                 |                     |  |
|                       |                      | [coupe Rapport] |                     |  |

| 18 de octubre de 2022 | Pont-de-Chéruy (NM1) | 70–77           | Saint-Chamond (Pro B) |  |
|                       |                      |                 |                       |  |
|                       |                      | [coupe Rapport] |                       |  |

| 18 de octubre de 2022 | Andrézieux-Bouthéon (NM1) | 73–95           | Roanne (Pro A) |  |
|                       |                           |                 |                |  |
|                       |                           | [coupe Rapport] |                |  |

| 18 de octubre de 2022 | Quimper (Pro B) | 81–87           | Boulazac (Pro B) |  |
|                       |                 |                 |                  |  |
|                       |                 | [coupe Rapport] |                  |  |

| 18 de octubre de 2022 | Vitré (NM1) | 55–74           | Le Mans (Pro A) |  |
|                       |             |                 |                 |  |
|                       |             | [coupe Rapport] |                 |  |

| 18 de octubre de 2022 | La Rochelle (Pro B) | 81–82           | Le Havre (NM1) |  |
|                       |                     |                 |                |  |
|                       |                     | [coupe Rapport] |                |  |

| 18 de octubre de 2022 | Chartres (NM1) | 84–88           | ADA Blois (Pro A) |  |
|                       |                |                 |                   |  |
|                       |                | [coupe Rapport] |                   |  |

| 18 de octubre de 2022 | Orléans (Pro B) | 64–84           | Nanterre 92 (Pro A) |  |
|                       |                 |                 |                     |  |
|                       |                 | [coupe Rapport] |                     |  |

| 18 de octubre de 2022 | Lille (Pro B) | 78–83           | SLUC Nancy (Pro A) |  |
|                       |               |                 |                    |  |
|                       |               | [coupe Rapport] |                    |  |

| 18 de octubre de 2022 | Rueil (NM1) | 85–66           | Denain (Pro B) |  |
|                       |             |                 |                |  |
|                       |             | [coupe Rapport] |                |  |

| 19 de octubre de 2022 | Châlons-Reims (Pro B) | 68–81           | Le Portel (Pro A) |  |
|                       |                       |                 |                   |  |
|                       |                       | [coupe Rapport] |                   |  |

| 19 de octubre de 2022 | BCM Gravelines (Pro A) | 90–73           | Gries-Souffel (Pro B) |  |
|                       |                        |                 |                       |  |
|                       |                        | [coupe Rapport] |                       |  |

| 19 de octubre de 2022 | Paris Basketball (Pro A) | 20–0            | Boulogne (NM1) |  |
|                       |                          |                 |                |  |
|                       |                          | [coupe Rapport] |                |  |

## 16avos de final
Esta ronda se disputó entre el 15 de noviembre y el 12 de diciembre de 2022. En esta ronda participan los ganadores de la ronda anterior.
| 15 de noviembre de 2022 | Bourg-en-Bresse (Pro A) | 95–75           | Blois (Pro A) |  |
|                         |                         |                 |               |  |
|                         |                         | [coupe Rapport] |               |  |

| 22 de noviembre de 2022 | Le Havre (NM1) | 93–97           | Boulazac (Pro B) |  |
|                         |                |                 |                  |  |
|                         |                | [coupe Rapport] |                  |  |

| 23 de noviembre de 2022 | BCM Gravelines (Pro A) | 76–86           | Roanne (Pro A) |  |
|                         |                        |                 |                |  |
|                         |                        | [coupe Rapport] |                |  |

| 23 de noviembre de 2022 | Rueil (NM1) | 60–94           | Le Mans (Pro A) |  |
|                         |             |                 |                 |  |
|                         |             | [coupe Rapport] |                 |  |

| 23 de noviembre de 2022 | Saint-Chamond (Pro B) | 20–0            | Challans (NM1) |  |
|                         |                       |                 |                |  |
|                         |                       | [coupe Rapport] |                |  |

| 23 de noviembre de 2022 | Antibes (Pro B) | 90–81           | Fos Provence (Pro A) |  |
|                         |                 |                 |                      |  |
|                         |                 | [coupe Rapport] |                      |  |

| 23 de noviembre de 2022 | Nancy (Pro A) | 69–63           | Nanterre 92 (Pro A) |  |
|                         |               |                 |                     |  |
|                         |               | [coupe Rapport] |                     |  |

| 5 de diciembre de 2022 | Antibes (Pro B) | 95–84           | Paris Basketball (Pro A) |  |
|                        |                 |                 |                          |  |
|                        |                 | [coupe Rapport] |                          |  |

## Octavos de final
Esta ronda se disputó entre el 7 y el 28 de febrero. Participan los ocho primeros clasificados de la temporada 2021-22 en Pro A y los ganadores de la ronda anterior.
| 7 de febrero de 2023 | Nancy (Pro A) | 78–86   | Le Mans (Pro A) |  |
|                      |               |         |                 |  |
|                      |               | Reporte |                 |  |

| 14 de febrero de 2023 | Antibes (Pro B) | 85–89      | Dijon (Pro A) |  |
|                       |                 |            |               |  |
|                       |                 | [ Rapport] |               |  |

| 15 de febrero de 2023 | Monaco (Pro A) | 107–76     | Metropolitans 92 (Pro A) |  |
|                       |                |            |                          |  |
|                       |                | [ Rapport] |                          |  |

| 15 de febrero de 2023 | Pau-Lacq-Orthez (Pro A) | 92–83      | Le Portel (Pro A) |  |
|                       |                         |            |                   |  |
|                       |                         | [ Rapport] |                   |  |

| 15 de febrero de 2023 | Strasbourg (Pro A) | 101–83     | Boulazac (Pro B) |  |
|                       |                    |            |                  |  |
|                       |                    | [ Rapport] |                  |  |

| 15 de febrero de 2023 | Limoges (Pro A) | 79–94 | Bourg-en-Bresse (Pro A) |  |  |
|                       |                 |       |                         |  |  |
|                       |                 |       |                         |  |  |

| 15 de febrero de 2023 | Lyon-Villeurbanne (Pro A) | 89–88 | Roanne (Pro A) |  |  |
|                       |                           |       |                |  |  |
|                       |                           |       |                |  |  |

| 28 de febrero de 2023 | Saint-Chamond (Pro B) | 76–93 | Cholet (Pro A) |  |  |
|                       |                       |       |                |  |  |
|                       |                       |       |                |  |  |

## Cuartos de final
Esta ronda se disputó íntegramente el 18 de marzo.
| 18 de marzo de 2023 | Bourg-en-Bresse (Pro A) | 71–88 | Strasbourg (Pro A) |  |  |
|                     |                         |       |                    |  |  |
|                     |                         |       |                    |  |  |

| 18 de marzo de 2023 | Le Mans (Pro A) | 89–77 | Dijon (Pro A) |  |  |
|                     |                 |       |               |  |  |
|                     |                 |       |               |  |  |

| 18 de marzo de 2023 | Pau-Lacq-Orthez (Pro A) | 78–98 | Monaco (Pro A) |  |  |
|                     |                         |       |                |  |  |
|                     |                         |       |                |  |  |

| 18 de marzo de 2023 | Lyon-Villeurbanne (Pro A) | 85–79 | Cholet (Pro A) |  |  |
|                     |                           |       |                |  |  |
|                     |                           |       |                |  |  |

## Semifinales
Esta ronda se disputó íntegramente el 19 de marzo.
| 19 de marzo de 2023 | Monaco (Pro A) | 87–78 | Le Mans (Pro A) |  |  |
|                     |                |       |                 |  |  |
|                     |                |       |                 |  |  |

| 19 de marzo de 2023 | Lyon-Villeurbanne (Pro A) | 85–69 | Strasbourg (Pro A) |  |  |
|                     |                           |       |                    |  |  |
|                     |                           |       |                    |  |  |

## Final
| 22 de abril de 2023 | Monaco (Pro A) | 90–70 | Lyon-Villeurbanne (Pro A) |  |  |
|                     |                |       |                           |  |  |
|                     |                |       |                           |  |  |